# Scotopteryx obscurata
Scotopteryx obscurata là một loài bướm đêm trong họ Geometridae.